# 276 до н. е.

## Події
- цар Македонії Антигон II Гонат
  - Антигон II Гонат запросив до себе працювати дидактика і астронома Арата
- Битва у Мессінській протоці

## Народились
- Ератосфен, грецький математик, географ і астроном (пом. 194 до н. е.)

## Померли
- Зіпойт II